# Cantó de La Roche-sur-Yon-Sud
El cantó de La Roche-sur-Yon-Sud és un cantó francès del departament de la Vendée, situat al districte de La Roche-sur-Yon. Té 10 municipis i el cap es La Roche-sur-Yon.

## Municipis
- Aubigny
- Chaillé-sous-les-Ormeaux
- Fougeré
- La Chaize-le-Vicomte
- La Roche-sur-Yon (part)
- Les Clouzeaux
- Le Tablier
- Nesmy
- Saint-Florent-des-Bois
- Thorigny

## Història
| Data d'elecció                           | Identitat          | Partit               | Qualitat |
| ---------------------------------------- | ------------------ | -------------------- | -------- |
| 1973-1981                                | Hubert Durand      | RI, després UDF-CDS  |          |
| 1981-1988                                | Auguste Grit       | UDF-CDS              |          |
| 1988-2001                                | Dominique Caillaud | UDF-CDS, després UMP |          |
| 2001-2008                                | Michèle Peltan     | UDF, després NC      |          |
| 2008-                                    | Sylviane Bulteau   | PS                   |          |
| les dades anteriors no són pas conegudes |                    |                      |          |
|                                          |                    |                      |          |